# سارة علي خان
سارة علي خان (بالهندية: सारा अली ख़ान) (بالإنجليزية: Sara Ali Khan)‏ هي ممثلة هندية، ولدت في 12 أغسطس 1995 في مومباي في الهند.

## افلام
| السنة | الفيلم       | الدور      | الملاحظات                           |
| ----- | ------------ | ---------- | ----------------------------------- |
| 2018  | kedarnath    | ميشارا     | بجانب سوشانت سينغ                   |
| 2018  | سيمبا        | شاغون ساثي | بجانب رانفير سينغ                   |
| 2018  | love aaj kal | زوي        | بجانب كارتيك آريان                  |
| 2020  | كولي نمبر ون | سارة       | بجانب فارون دهاوان                  |
| 2021  | atrangi re   | غير معروف  | بجانب اكشاي كومار ودانوش جاري تصوير |

## وصلات خارجية
- سارة علي خان على موقع IMDb (الإنجليزية)
- سارة علي خان على موقع قاعدة بيانات الأفلام العربية
- سارة علي خان على موقع قاعدة بيانات الفيلم (الإنجليزية)